# Fotografie na Novém Zélandu

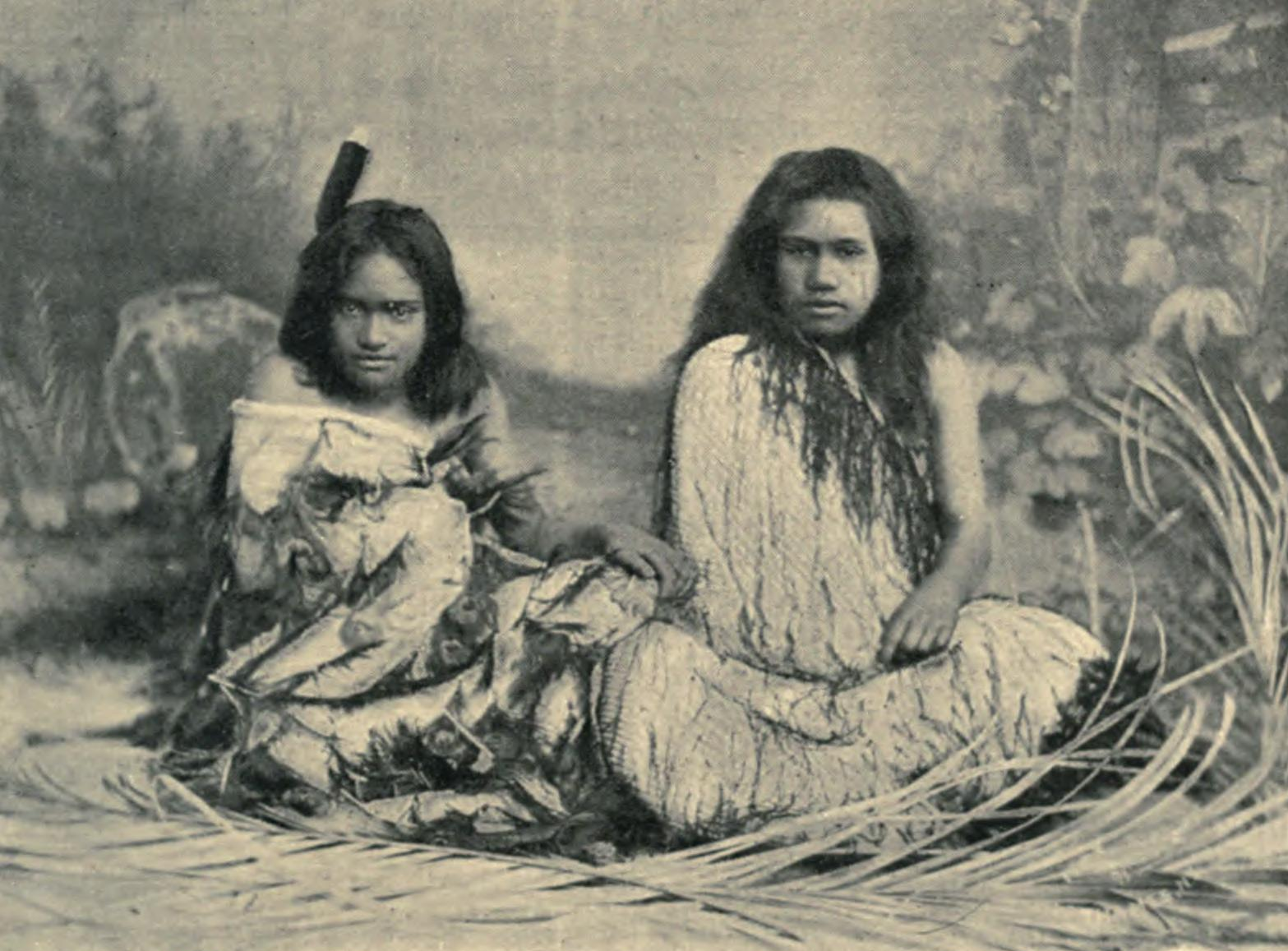
Maorské dívky, Nový Zéland, 1895 nebo 1896

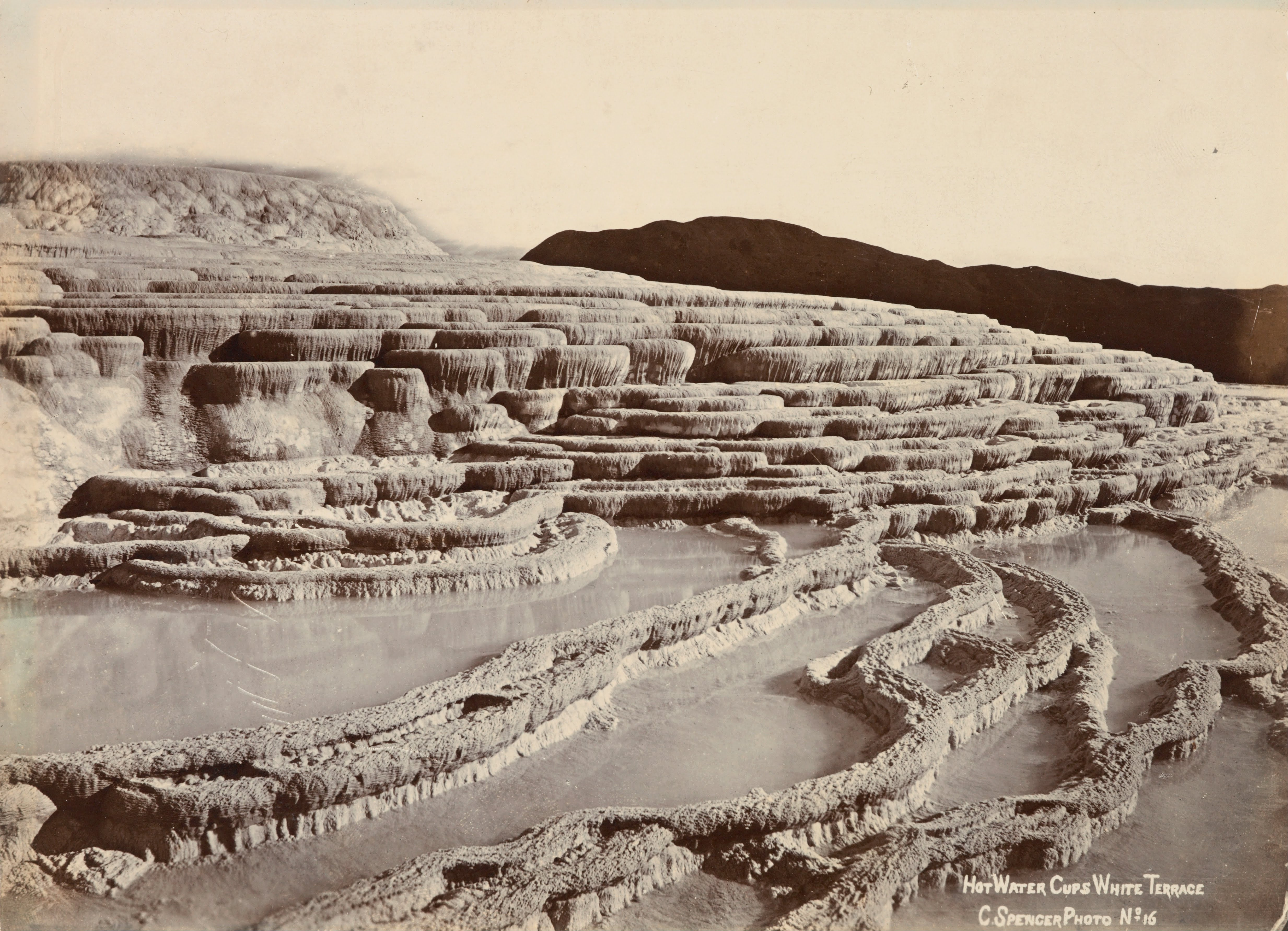
Charles Spencer: Bílé terasy, 1880-1885

Fotografie na Novém Zélandu se poprvé objevila v polovině devatenáctého století a postupem času se stala důležitou součástí novozélandského umění. V počátečních letech fotografie chyběly na Novém Zélandu, vzhledem k jeho geografické odlehlosti, fotografické materiály, ale průkopníci fotografického umění i tak pořídili mnoho obrázků, zejména značné množství maorských fotografií. V první polovině 20. století dominoval fotografii v zemi piktorialismus a sociální realismus. Ve 21. století se díky velkému používání kompaktních fotoaparátů fotografické umění demokratizovalo a stalo se dostupným pro všechny segmenty populace. Na Novém Zélandu existuje řada fotografických sdružení na podporu fotografů.

## Počátky novozélandské fotografie
Fotografování na Novém Zélandu začalo v polovině 19. století, kdy fotografové poprvé dokumentovali přírodní krásy a lidi v zemi. První pokusy vytvořit daguerrotypie na Novém Zélandu sahají do roku 1844 a prvním člověkem, který zde úspěšně fotografoval, byl Lawson Insley, který pocházel ze Severní Ameriky. V roce 1853 zachytil několik snímků Nového Zélandu, včetně dvou Maorských žen. Brzy se mezi kolonisty stala fotografie populární, po čtyřech letech bylo otevřeno první fotografické studio a objevily se kurzy na používání metody daguerrotypie.
Novozélandští fotografové fotografovali svá města, kde působili, stejně jako okolní krajinu. První fotografie světově proslulé Růžové a Bílé terasy pořídil v roce 1859 Bruno Hamel na expedici Ferdinanda Hochstettera. V šedesátých letech 19. století přišly do módy v Britském impériu pohlednice s krajinami neznámých zemí a Nový Zéland se stal velmi populární (pohlednice byly předchůdcem vzniku turistického průmyslu místní ekonomiky), ačkoli jejich výroba byla extrémně pomalá a časově náročná kvůli používání zastaralých technologií. Místní fotografové zkrášlovali, inscenovali a někdy falšovali turistické pohlednice, aby zajistili jejich prodej. Alfred Burton, spolumajitel firmy Burton Brothers na Dunedinu, také cestoval na tichomořské ostrovy poblíž Nového Zélandu pomocí linky P&O Shipping v prvních dnech cestovního ruchu v regionu. Fotografoval oblasti horního toku řeky Wanganui jednu z posledních osad Maorů, Růžové a Bílé terasy Rotorua před a po erupci v roce 1886; stejně jako ostrovy Fidži, Samoa a Tonga. Fotoateliéry se otevíraly jeden po druhém, fotografie se stávaly stále dostupnější pro širší veřejnost.
Další móda byly fotografcké kartičky s „exotickými domorodci“ - vedla k vytvoření mnoha portrétů maorských vůdců pokrytých tetováním tā moko. Zvláště v tomto žánru uspěla dvojice fotografů George a Elizabeth Pulman. Elizabeth Pulman je považována za první fotografku v zemi. Žánr zobrazující antropogenní změny v zemi si také získal popularitu: využívání nezkažených půd pro zemědělství, odlesňování a těžbu.
Fotografické sbírky v Muzeu Nového Zélandu Te Papa Tongarewa obsahují kromě archivů Burtona také mnoho dochovaných snímků z této doby, včetně obrazů Thomase Andrewa, Leslie Adkina, Jamese Bragga, Leslie Hinga a Spencera Digbyho, dále pak archivy Burton Brothers, Alfreda Johna Tattersalla a americké fotografické společnosti John McGarrigle. Knihovna Alexandra Turnbulla ve Wellingtonu také hostí významnou sbírku historických snímků, z nichž mnohé lze prohlížet online a procházet podle umístění, názvu a dalších. Historický vývoj novozélandské fotografie popsal lékařský fotograf a historik Hardwicke Knight v roce 1971. Archiv Nového Zélandu obsahuje fotografie z vládních oddělení, jako jsou National Publicity Studios a některých jednotlivců zaměstnaných vládou, jako byl Leslie Hinge.
George D. Valentine byl skotský fotograf, který se kvůli svému zdraví přestěhoval na Nový Zéland a dokumentoval velkou část země v době velkého přechodu - jeho obrazy Růžových a Bílých teras, pořízené v roce 1885, ukazují scény neuvěřitelné krásy, které byly zničeny méně než o rok později erupcí sopky Mount Tarawera v roce 1886. Výstava jeho prací byla představena v umělecké galerii Christchurch v roce 2004. V roce 2017 vědci lokalitu Růžových a Bílých teras znovuobjevili a ukázalo se, že jsou pohřbené pod 10–15 metry sopečného popela.
- Josef Kořenský (1847–1938) byl český cestovatel, pedagog a spisovatel. Svou druhou velkou výpravu uskutečnil v letech 1900-1901. Přes Suezský průplav plul do Adenu a Colomba, dále do západoaustralského Perthu, Adelaide a železnicí přes Ballarat do Melbourne. Dále na Tasmánii a na Nový Zéland, kde poznal přístavy Dunedin a Christchurch na Jižním ostrově, ve Wellingtonu se seznámil s českým malířem Bohumírem Lindauerem (1839-1926), který maloval podobizny maorských obyvatel. Z Aucklandu plul na souostroví Oceánie - Tonga, Samoa a Fidži. Vrátil se zpět do Austrálie do Sydney a počátkem dubna jel železnicí do Brisbane.

- George Bourne (1875–1924)
- William Beattie (1864–1931)
- Alfred Barker (1819–1873)
- Gordon Onslow Hilbury Burt (1893–1968)
- Jessie Buckland (1878–1939)
- Elizabeth Greenwood (1873–1961)
- May a Mina Mooreovy
- Thelma Kent (1899–1946)
- Adele Younghusband (1878–1969)
- Emily Florence Cazneau (1855–1892)
- Margaret Matilda White (1868–1910)
- Alice Brusewitz (asi 1855–1922)
- Charles P. Browne (1840–1916)
- William Archer Price (1866–1948)
- Norah Carterová (1881–1966)
- Arthur Breckon (1887–1965)

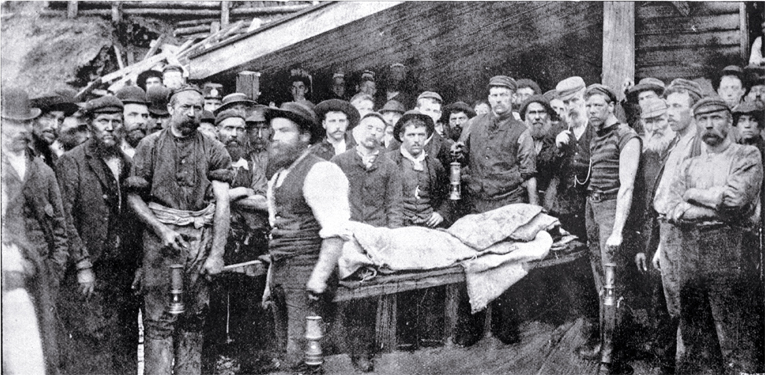
Tělo horníka po výbuchu na šachtě Brunner, 1896, Te Ara Encyclopaedia.
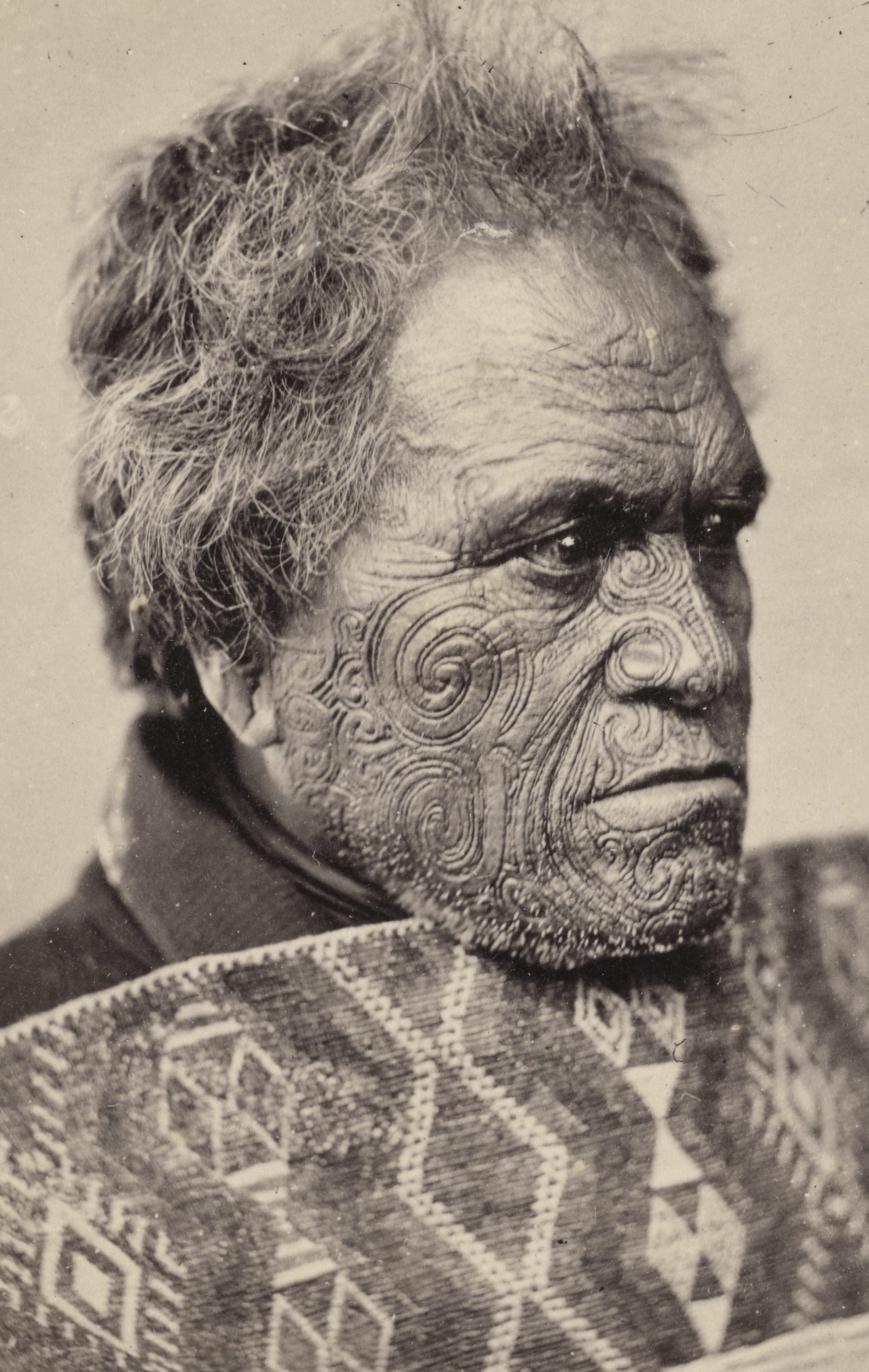
Šéf Maorů Tomika Te Mutu, také známý jako Tomiti Te Mutu, šéf Ngai Te Rangi z Tauranga. 1860–1879.
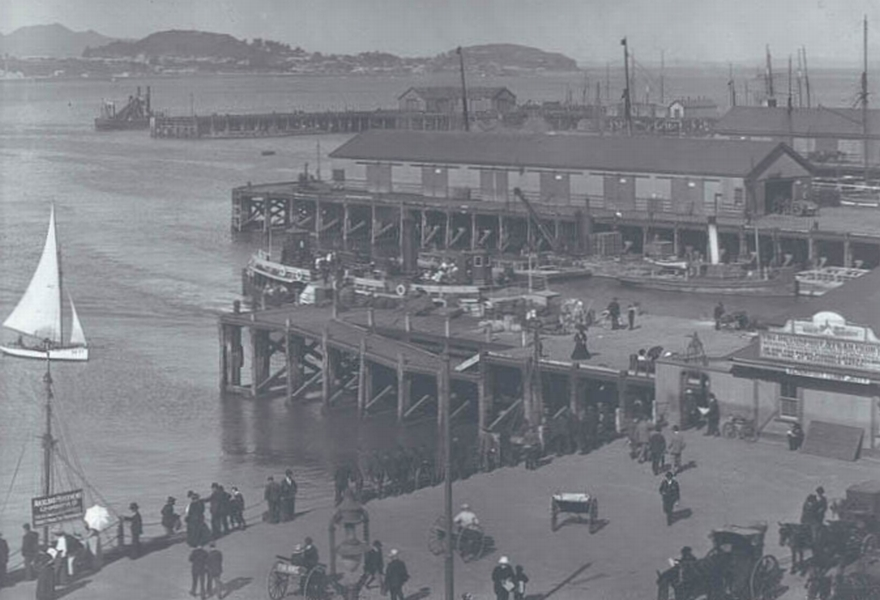
Nábřeží v Aucklandu, 1905

## První polovina 20. století
V roce 1890 se objevily neprofesionální fotoaparáty Kodak Brownie, které výrazně zvýšily počet fotografů po celém světě, včetně Nového Zélandu. V 19. století byla založena Dunedinská fotografická společnost, která pokračovala ve své činnosti i v 21. století. V letech 1898-1902 získával popularitu pikalismus a sociální realismus, v mezích, které bylo obtížné stanovit. Modernismus přišel na Nový Zéland v uvolněné formě, místní fotografická tradice postupně absorbovala jeho charakteristické techniky - neobvyklé úhly pohledu, velkou hloubku ostrosti a časté zobrazování geometrických tvarů. Několik novozélandských vojáků, kteří se účastnili první světové války, s sebou nelegálně nosili fotoaparáty a pořídili první válečné fotografie. V roce 1919 byla pořízena první letecká fotografie.
Od 30. let 20. století se v dílech místních fotografů objevovala sociální témata. Jeden z nejvlivnějších fotografů modernistů, Eric Lee-Johnson, byl hodně publikován ve 40 a 50. letech 20. století, ve své práci zachytil řadu společenských problémů, ale držel své jméno v tajnosti, aby nedošlo ke zničení jeho umělecké i životní kariéry. Mnoho slavných novozélandských modernistických fotografů té doby bylo mezi přistěhovalci: mezi nimi i Čech Frank Simon Hofmann a Holanďan Theo Schoon. V padesátých letech modernismus zasáhl i do reklamní a průmyslové fotografie, v té době se stali známí reklamní fotografové Gordon Burt a Bill Sparrow a profesionální svatební fotograf Amy Harper.
Od poloviny 50. let začal fotografování dominovat dokumentární přístup. Nejlepší fotoreportéři v zemi emigrovali kvůli nedostatku kariérních možností: až do začátku 21. století zůstala knížka New Zealand Geographic jedinou národní publikací. George Silk, Tom Hutchins a Brian Brake pracovali pro časopis Life, fotografovali v Číně, Oceánii, Egyptě i v Evropě. Silk získal celosvětovou slávu prvními snímky Nagasaki zničeného atomovou bombou. Další slavný fotograf - Brian Brake - v roce 1957 získal plné členství v prestižní fotografické agentuře Magnum Photos.
Projekty New Zealand: Gift of the Sea Briana Brake a Maurice Shadbolta (1963) a Maori Ans Westrové zachytil rozšířené vnímání země na Novém Zélandu jako místo s nedotčenou přírodou a prostou, drsnou populací; současně se další autoři pokusili dostat z obrazu, který Nový Zéland dostal s pohlednicemi.

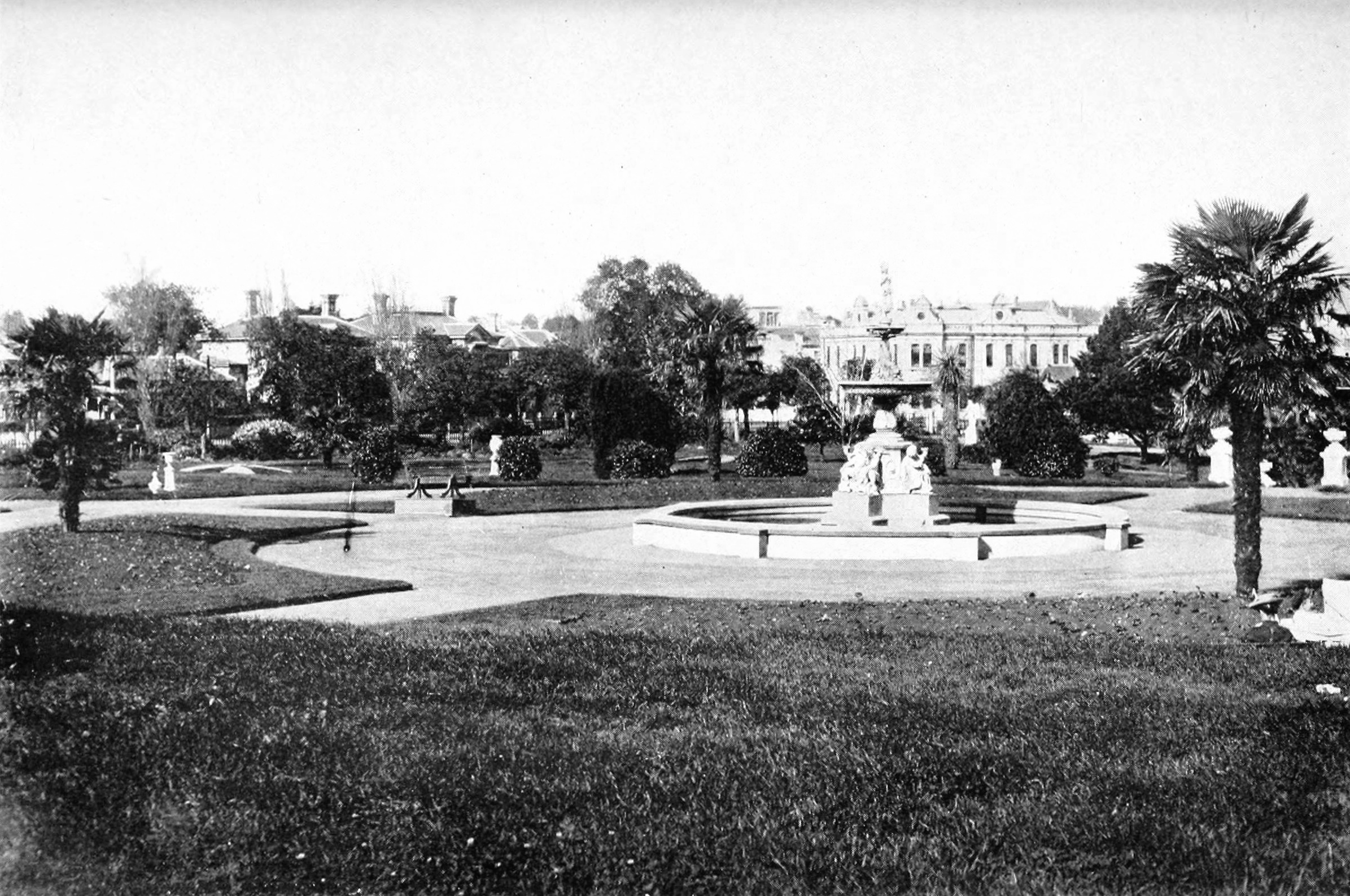
Auckland, Albert park, 1913, kniha Picturesque New Zealand
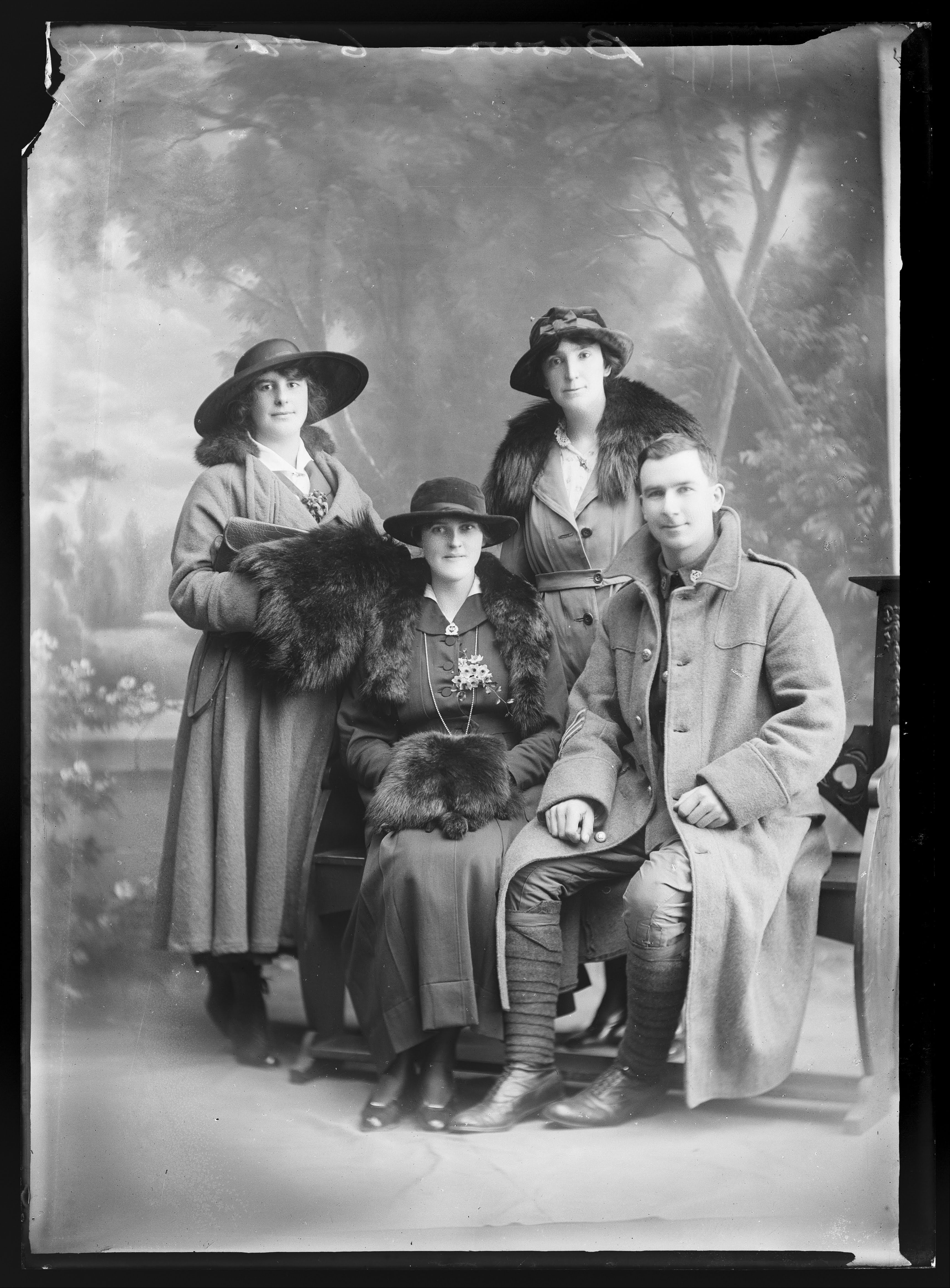
Rodinný portrét, 1900—1930
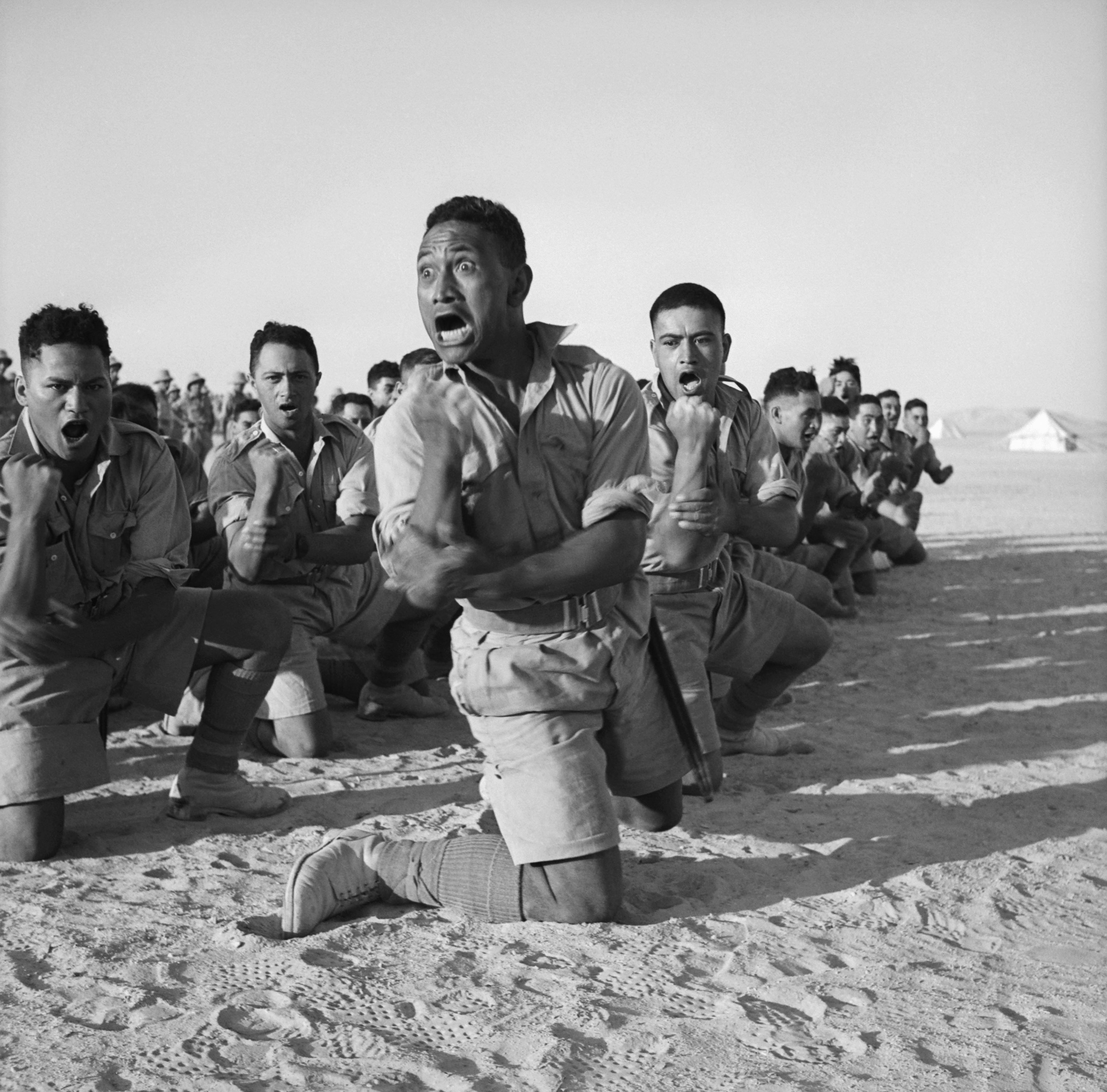
Příslušníci 28. (maorského) praporu tančící haku v Helwánu po bitvě o Řecko na počest řeckého krále, 25. června 1941.

## Druhá polovina 20. století
Na společenské otázky i nadále působili také novozélandští fotografové. Zveřejnění série Washday at the pa fotografky Anse Vestry vyvolalo protesty Maorů, kteří tvrdili, že autorka zachytila chudou rodinu a představila její každodenní život jako průměrný maorský životní styl. Kritici ocenili práci The unseen city: 123 photographs of Auckland (1967) jako „protijed k obrazu země z pohlednic“. Fotografka Marti Friedlander a historik Martin Luther King senior vydali bohatě ilustrovanou knihu Moko: Maori tattooing in the 20th century věnovanou starším maorským ženám s tetováním ta moko.
- Rhondda Bosworth (* 1944)

V roce 1965 začalo vyučování umění fotografie na Aucklandské univerzitě. To vedlo v roce 1974 ke vzniku organizace PhotoForum a stejnojmenného časopisu, které uspořádaly desítky výstav ve velkých městech země. Společnost New Zealand Centre for Photography, která byla založena v roce 1984, se stala centrem fotografie a tuto roli převzala po organizaci PhotoForum. V letech 1992-2008 byl v centru zájmu magazín New Zealand Journal of Photography. V roce 1978 byla založena asociace Advertising and Illustrative Photographers Association.
Fotografie se v posledních desetiletích 20. století postupně začala považovat za jeden z typů výtvarného umění. Přítomnost fotografů na různých politických hnutích a událostí vedla ke vzniku mnoha dokumentárních fotografií. K vývoji postmodernismu ve fotografii Nového Zélandu přispěli hlavně ženy, zejména Di ffrench a Christine Webster.
Následně se významní novozélandští fotografové zajímali o otázky historie a významu jednotlivých geografických bodů, kulturní identity a duševního zdraví. V 21. století se zájem o starověké fotografické techniky částečně vrátil, svou prací se stali známí Ben Cauchi a Joyce Campbell. Většina profesionálních fotografů Nového Zélandu 21. století se vyhýbá vytváření fotografií se snadno rozpoznatelným národním koloritem.

## Současná fotografie
Mezi současné novozélandské fotografy patří Laurence Aberhart, Mark Adams, Andris Apse, Brian Brake, Melanie Burford, Ben Cauchi, Marti Friedlander, Anne Geddes, Anne Noble, Fiona Pardington, Patrick Reynolds, Haru Sameshima, Yvonne Todd, Christine Webster a Ans Westra. Luit Bieringa je kurátorem řady vlivných novozélandských fotografických výstav.

## Fotografické asociace
Novozélandský institut profesionální fotografie (New Zealand Institute of Professional Photography) má 250 členů - profesionálních fotografů a Asociace reklamních a ilustračních fotografů zahrnuje dalších sto nebo více členů.
Mnoho amatérských a profesionálních fotografů Nového Zélandu je členem neziskové společnosti PhotoForum NZ, která vydává časopis PhotoForum, organizuje výstavy, workshopy a přednášky a udržuje internetovou stránku.
Fotografická společnost Nového Zélandu je také populární skupinou pro amatéry, zastupující kluby po celé zemi.
V roce 2011 byly v zemi dvě fotogalerie: Photospace ve Wellingtonu a McNamara Gallery - Photography ve Wanganui. Nový Zéland pro fotografickou komunitu vydává dva časopisy: The Photographer's Mail (zaměřuje se na profesionály a průmysl) a D-Photo (zaměřuje se na spotřebitele a nadšence). Od roku 2004 se v Aucklandu koná fotografický festival.